# نوكيا لوميا 530
نوكيا لوميا 530 (بالإنجليزية: Nokia Lumia 530)‏ هو هاتف ذكي من نوكيا يعمل بنظام ويندوز فون، تم طرحه في الأسواق في 16 أغسطس 2014.

## الخصائص
- نظام التشغيل: ويندوز فون
- الشاشة: إل سي دي 480×800
- الوزن: 129 غ (4.6 أونصة)
- المعالج: 1.2 جيجا هرتز ثنائي النواة
- الذاكرة: 512 ميجابايت
- التخزين: 8 جيجابايت

## وصلات خارجية
- الموقع الإلكتروني